# Football Manager
Football Manager (укр. Футбольний менеджер; також відома, як Worldwide Soccer Manager у Північній Америці з 2004 до 2008 років; на початку – Championship Manager) — серія відеоігор про футбольний менеджмент, розробленням якої від початку займається британська компанія Sports Interactive. Перша відеогра серії була випущена 1992 року компанією Eidos Interactive. Проте вже згодом, внаслідок розірвання Sports Interactive домовленостей з видавцем, SI втратила права на найменування відеогри та провела ребрендинг, замінивши назву з «Championship Manager» на «Football Manager». Продовження від SI побачило світ лише через дванадцять років, 2004-го. З того моменту, серія поповнювалася новинками щороку, а її видавництвом займалася Sega, холдингова компанія Sports Interactive.
Остання частина серії Football Manager 2022 була випущена 9 листопада 2021 року на Microsoft Windows та macOS через платформу цифрової дистрибуції Steam, Nintendo Switch, а також на iOS та Android.